# Knokke-Heist
Knokke-Heist er en belgisk kommune i provinsen Vestflandern. Den består af byerne Heist-aan-Zee, Knokke, Duinbergen, Ramskapelle og Westkapelle. Kommunen er beliggende ud til Nordsøen, og grænser op til Holland. Der er kendt som et af Belgiens bedste badesteder ved kysten. I januar 2019 var der 33.126 indbyggere.